# Лоранка-де-Тахунья
Лоранка-де-Тахунья (ісп. Loranca de Tajuña) — муніципалітет в Іспанії, у складі автономної спільноти Кастилія-Ла-Манча, у провінції Гвадалахара. Населення — 1431 особа (2010).
Муніципалітет розташований на відстані близько 50 км на схід від Мадрида, 21 км на південь від Гвадалахари.
На території муніципалітету розташовані такі населені пункти: (дані про населення за 2010 рік)
- Лоранка-де-Тахунья: 430 осіб
- Ель-Ольмільйо: 218 осіб
- Урбанісасьйон-Монтехараль: 783 особи

## Демографія
Динаміка населення (INE ):